# Persoonia brachystylis
Persoonia brachystylis är en tvåhjärtbladig växtart som beskrevs av F. Müll.. Persoonia brachystylis ingår i släktet Persoonia och familjen Proteaceae. Inga underarter finns listade i Catalogue of Life.